# Gramsh (district)
Gramsh (Albanees: Rrethi i Gramshit) is een van de 36 districten van Albanië. Het heeft 36.000 inwoners (in 2004) en een oppervlakte van 695 km². Het district ligt in het midden van het land in de prefectuur Elbasan. De hoofdstad van het district is de stad Gramsh.

## Gemeenten
Gramsh telt tien gemeenten.
- Gramsh (stad)
- Kodovjat
- Kukur
- Kushovë
- Lenie
- Pishaj
- Poroçan
- Skënderbegas
- Sult
- Tunjë

## Bevolking
In de periode 1995-2001 had het district een vruchtbaarheidscijfer van 2,70 kinderen per vrouw, hetgeen hoger was dan het nationale gemiddelde van 2,47 kinderen per vrouw.
Berat · Bulqizë · Delvinë · Devoll · Dibër · Durrës · Ëlbasan · Fier · Gjirokastër · Gramsh · Has · Kavajë · Kolonjë · Korçë · Krujë · Kuçovë · Kukës · Kurbin · Lezhë · Librazhd · Lushnjë · Malësi e Madhe · Mallakastër · Mat · Mirditë · Peqin · Përmet · Pogradec · Pukë · Sarandë · Skrapar · Shkodër · Tepelenë · Tirana · Tropojë · Vlorë